# Rechtsverkehrsteuer
Die Rechtsverkehrsteuer ist in der Finanzwissenschaft und in der Steuerlehre eine Steuergruppe innerhalb der Verkehrsteuern, die als Steuerobjekt Teile des Rechtsverkehrs besteuert.

## Allgemeines
In Deutschland wird im Steuerrecht, vor allem in der Amtssprache und in der Finanzwissenschaft, traditionell das Fugen-s weggelassen (Körperschaftsteuer, Verbrauchsteuer, Aufwandsteuer, Rechtsverkehrsteuer); in Österreich und der Schweiz dagegen meist verwendet.
Rechtsverkehrsteuern entstehen, wenn eine Vertragspartei aus einem bestimmten Vertrag Anspruch auf die Lieferung oder Erbringung einer Leistung hat. Die meisten Vertragsarten des täglichen Lebens werden von Rechtsverkehrsteuern nicht erfasst.

## Erfasste Vertragsarten
Nach herrschender Meinung ist die Grunderwerbsteuer eine Rechtsverkehrsteuer, weil die Steuer nur aufgrund von in § 1 Abs. 1 bis 3 GrEStG abschließend aufgezählten Rechtsvorgängen, die auf den Erwerb inländischer Grundstücke und grundstücksgleichen Rechte etwa durch Grundstückskaufverträge gerichtet sind, entsteht.
Die Versicherungsteuer soll in der äußeren Form einer Rechtsverkehrsteuer das Versicherungsverhältnis selbst treffen und in ihrer Wirkung die Besitzsteuern ergänzen. Besteuert wird gemäß § 1 VersStG die Zahlung der Versicherungsprämie aus einem Versicherungsvertrag. Unterart ist die Feuerschutzsteuer auf Feuerversicherungen.
Die Luftverkehrsteuer knüpft im Luftverkehr gemäß § 1 LuftVStG an inländische Abflüge von Passagierflügen an und ähnelt den Aufwandsteuern. Verfassungsrechtlich ist sie jedoch weder eine Aufwand- noch eine Rechtsverkehrsteuer, sondern eine sonstige, auf motorisierte Verkehrsmittel bezogene Verkehrsteuer nach Art. 106 Abs. 3 Nr. 3 GG. Sie ist deshalb in den folgenden Tabellen nicht berücksichtigt.

## Einteilung
Verkehrsteuern lassen sich nach dem Fachgebiet unterteilen, innerhalb dem bestimmte Transaktionen einer Besteuerung unterliegen. Allgemeine Verkehrsteuer ist die Umsatzsteuer, alle übrigen Steuergruppen gehören zu den besonderen Verkehrsteuern.
| Steuergruppe              | Steueruntergruppe                                             | Steuerobjekt |
| ------------------------- | ------------------------------------------------------------- | --- |
| allgemeine Verkehrsteuern | Umsatzsteuer                                                  | Besteuerung der Umsatzerlöse |
| besondere Verkehrsteuern  | Kapitalverkehrsteuern Rechtsverkehrsteuern Realverkehrsteuern | Besteuerung des Kapitalverkehrs Besteuerung des Rechtsverkehrs Besteuerung des Haltens von Kraftfahrzeugen, Besteuerung des ÖPNV und der Nutzung der Verkehrsinfrastruktur in Städten |

## Steuerarten
Es gibt oder gab folgende Steuerarten:
| Steuergruppe          | Steuerart | Steuerobjekt |
| --------------------- | --- | --- |
| Kapitalverkehrsteuern | Börsenumsatzsteuer Finanztransaktionssteuer Gesellschaftsteuer Wertpapiersteuer                                           | Umsatz an Effekten Besteuerung von börslichen und außerbörslichen Finanztransaktionen Besteuerung des Ersterwerbs von Anteilen an Kapitalgesellschaften Besteuerung der Anschaffung von Schuldverschreibungen                                                                     |
| Rechtsverkehrsteuern  | Feuerschutzsteuer Grunderwerbsteuer Rennwett- und Lotteriesteuer Schankerlaubnissteuer Spielbankabgabe Versicherungsteuer | Besteuerung von Versicherungsprämien für Feuerversicherungen Besteuerung vom Grundstückserwerb Besteuerung von Rennwetten und Lotterien Besteuerung der Schankerlaubnis Besteuerung der Betreiber öffentlicher Spielbanken Besteuerung des Abschlusses von Versicherungsverträgen |
| Realverkehrsteuern    | Kraftfahrzeugsteuer | Besteuerung des Kraftfahrzeughaltens Besteuerung des ÖPNV und der Nutzung der Verkehrsinfrastruktur in Städten |

Die Wertpapiersteuer wurde im Dezember 1964 abgeschafft, die Börsenumsatzsteuer und Gesellschaftsteuer folgten im Dezember 1991. Seitdem werden in Deutschland keine Kapitalverkehrsteuern mehr erhoben.

## International
In Österreich ähnelt die Systematik aus historischen Gründen der deutschen. Zu den Rechtsverkehrssteuern zählt die Steuerrechtswissenschaft die Grunderwerbsteuer und die auch in Österreich abgeschafften Kapitalverkehrssteuern, zu denen die Gesellschaftsteuer, die Wertpapiersteuer sowie die Börsenumsatzsteuer gehörten.
Auch in der Schweiz wird bei den Verkehrssteuern zwischen den Rechtsverkehrs- und den Wirtschaftsverkehrssteuern unterschieden. Zu den Rechtsverkehrssteuern gehören etwa die Stempelabgaben auf Bundesebene oder die Handänderungssteuer. Wirtschaftsverkehrssteuern gibt es nur auf Ebene des Bundes. Die bekannteste Wirtschaftsverkehrssteuer ist die Mehrwertsteuer, aber auch die Zölle oder Steuern auf alkoholische Getränke fallen in diese Kategorie.

## Wirtschaftliche Aspekte
Die Finanzwissenschaft hält den steuerrechtlichen Verkehrsteuerbegriff für unpräzise, weil einerseits nur die Transaktionen als Steuerobjekte der Verkehrsteuer unterliegen sollen, nicht aber die Haltung und Nutzung (etwa Kraftfahrzeughaltung, nicht aber das Fahren mit dem Kraftfahrzeug). Andererseits sind die Rechtsakte der Einkommens- und Ertragserzielung (sie werden von Besitzsteuern erfasst) stets auch „Rechtsverkehrsakte“, so dass alle Steuerarten als Verkehrsteuern aus steuerrechtlicher Sicht zu verstehen sein müssten. Deshalb rechnet die Finanzwissenschaft lediglich die Börsenumsatz-, Gesellschaft- und Grunderwerbsteuer zu den Verkehrsteuern. Die Zurechnung der deutschen Kraftfahrzeugsteuer zu den Verkehr- oder aber den Besitzsteuern ist umstritten. Bestehen Möglichkeiten der Steuerüberwälzung (etwa Kfz-Steuer für den Fuhrpark eines Unternehmens), sind sie Kostensteuern, ohne Überwälzungsmöglichkeit (etwa Kfz-Steuer eines Arbeitnehmers), sind sie echte Besitzsteuern.
Besondere Verkehrsteuern werden in der Volkswirtschaftslehre für schädlich gehalten, weil sie die Transaktionskosten erhöhen und damit den Güteraustausch, die Faktormobilität (insbesondere die Kapitalmobilität) behindern. Für die Frage, wie sich Verkehrsteuern und Verbrauchsteuern unterscheiden, ist in erster Linie der Tatbestand maßgebend, an den das jeweilige Steuergesetz die Entstehung der Steuerschuld knüpft.